# Мончестіно
Мончестіно (італ. Moncestino, п'єм. Moncistin) — муніципалітет в Італії, у регіоні П'ємонт,  провінція Алессандрія.
Мончестіно розташоване на відстані близько 510 км на північний захід від Рима, 38 км на схід від Турина, 45 км на північний захід від Алессандрії.
Населення — 221 особа (2014).
Щорічний фестиваль відбувається 15 серпня. 

## Демографія
Населення за роками:

Станом на 1 січня 2023 року в муніципалітеті офіційно проживало 19 іноземців з 5 країн, серед них 18 громадян країн Євросоюзу.

## Сусідні муніципалітети
- Крешентіно
- Фонтанетто-По
- Габ'яно
- Верруа-Савоя
- Вілламірольйо